# 仁賀保駅
仁賀保駅（にかほえき）は、秋田県にかほ市平沢字清水にある、東日本旅客鉄道（JR東日本）羽越本線の駅である。
特急「いなほ」が停車する。

## 歴史
- 1922年（大正11年）6月30日：国鉄陸羽西線の羽後平沢駅（うごひらさわえき）として由利郡平沢町に開業[2]。
- 1924年（大正13年）4月20日：羽越線（後の羽越本線）に所属線を変更。
- 1968年（昭和43年）4月1日：仁賀保駅に改称[3][注 1]。
- 1984年（昭和59年）
  - 2月1日：専用線発着の貨物取り扱いを廃止[3]。当駅からの貨物輸送を終了。
    - 南側の側線内に帝国石油（秋田石油鉱業）の専用線とスタンドがあり、原油の積み込みと輸送を行っていた。このほか、東京電気化学工業の専用線もあった。

  - 3月19日：業務委託化[新聞 2]。
- 1985年（昭和60年）3月14日：荷物扱いを廃止[3]。
- 1986年（昭和61年）11月1日：駅員無配置駅となり[4]、簡易委託化[新聞 3]。
- 1987年（昭和62年）4月1日：国鉄分割民営化により、東日本旅客鉄道（JR東日本）の駅となる[3]。
- 2001年（平成13年）6月1日：新駅舎となる[新聞 4]。
- 2024年（令和6年）10月1日：えきねっとQチケのサービスを開始[1][報道 1]。

## 駅構造
単式ホーム1面1線と島式ホーム1面2線、計2面3線のホームを有する地上駅である。互いのホームは跨線橋で連絡している。駅舎は西側にあり、2001年（平成13年）にヨーロッパの宮殿をイメージしたものに建て替えられた。
羽後本荘駅管理、TDKの子会社「TDKサービス」受託の簡易委託駅である。駅舎には窓口や「TDKサービス秋田旅行センター」（JTB総合提携店）がある（にかほ市唯一の旅行代理店）。有人窓口があり、全国のJR指定券、乗車券の購入が可能（現金のみの取り扱い）。なお、「TDKサービス秋田旅行センター」は2022年（令和4年）3月1日より「TDKサービス秋田営業所」へ移転した。

### のりば
| 番線 | 路線      | 方向       | 行先               |
| ---- | --------- | ---------- | ------------------ |
| 1    | ■羽越本線 | 下り       | 羽後本荘・秋田方面 |
| 2    | ■羽越本線 | 上り       | 酒田・新潟方面     |
| 3    | ■羽越本線 | （待避線） | （待避線）         |

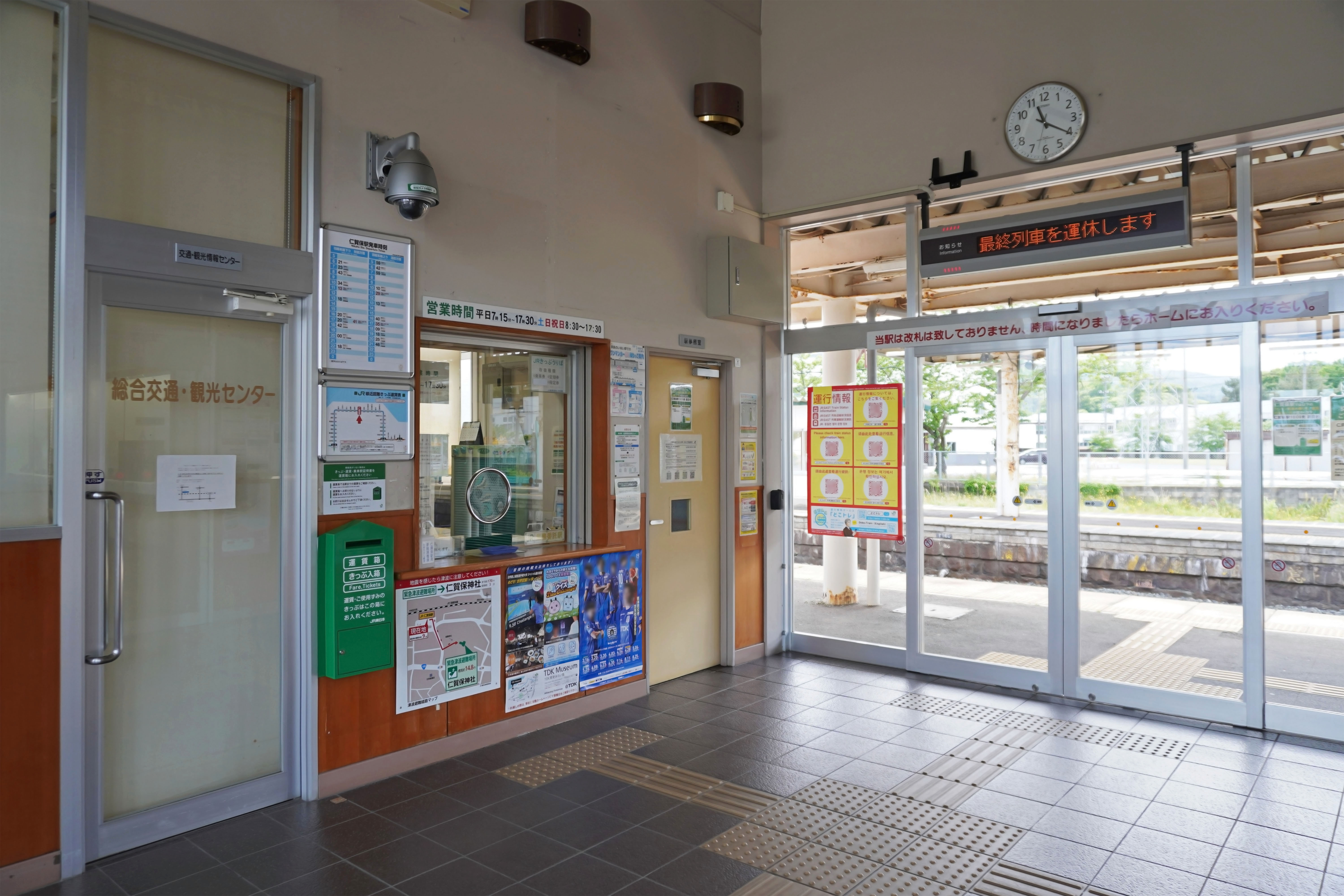
駅舎内（2024年5月）
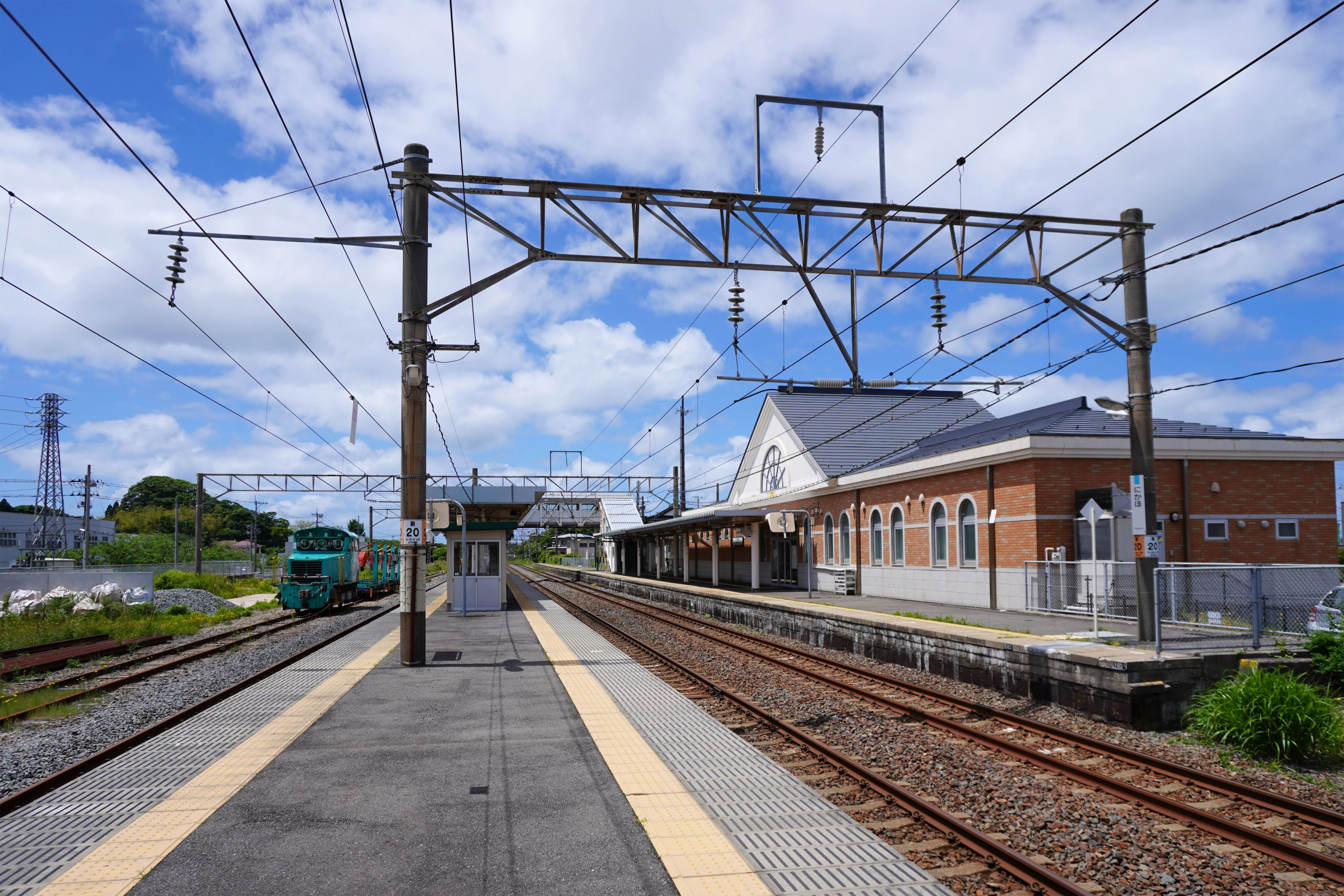
ホーム（2024年5月）

## 利用状況
JR東日本によると、2023年度（令和5年度）の1日平均乗車人員は224人である。
2000年度（平成12年度）以降の推移は以下のとおりである。
| 1日平均乗車人員推移 | 1日平均乗車人員推移 | 1日平均乗車人員推移 | 1日平均乗車人員推移 | 1日平均乗車人員推移 |
| 年度                | 定期外              | 定期                | 合計                | 出典                |
| ------------------- | ------------------- | ------------------- | ------------------- | ------------------- |
| 2000年（平成12年）  |                     |                     | 427                 | [ 利用客数 2 ]      |
| 2001年（平成13年）  |                     |                     | 419                 | [ 利用客数 3 ]      |
| 2002年（平成14年）  |                     |                     | 416                 | [ 利用客数 4 ]      |
| 2003年（平成15年）  |                     |                     | 411                 | [ 利用客数 5 ]      |
| 2004年（平成16年）  |                     |                     | 379                 | [ 利用客数 6 ]      |
| 2005年（平成17年）  |                     |                     | 377                 | [ 利用客数 7 ]      |
| 2006年（平成18年）  |                     |                     | 369                 | [ 利用客数 8 ]      |
| 2007年（平成19年）  |                     |                     | 390                 | [ 利用客数 9 ]      |
| 2008年（平成20年）  |                     |                     | 357                 | [ 利用客数 10 ]     |
| 2009年（平成21年）  |                     |                     | 344                 | [ 利用客数 11 ]     |
| 2010年（平成22年）  |                     |                     | 329                 | [ 利用客数 12 ]     |
| 2011年（平成23年）  |                     |                     | 361                 | [ 利用客数 13 ]     |
| 2012年（平成24年）  | 51                  | 310                 | 362                 | [ 利用客数 14 ]     |
| 2013年（平成25年）  | 53                  | 302                 | 355                 | [ 利用客数 15 ]     |
| 2014年（平成26年）  | 47                  | 257                 | 305                 | [ 利用客数 16 ]     |
| 2015年（平成27年）  | 47                  | 253                 | 300                 | [ 利用客数 17 ]     |
| 2016年（平成28年）  | 47                  | 237                 | 285                 | [ 利用客数 18 ]     |
| 2017年（平成29年）  | 45                  | 231                 | 276                 | [ 利用客数 19 ]     |
| 2018年（平成30年）  | 46                  | 215                 | 261                 | [ 利用客数 20 ]     |
| 2019年（令和元年）  | 43                  | 228                 | 271                 | [ 利用客数 21 ]     |
| 2020年（令和02年）  | 23                  | 228                 | 252                 | [ 利用客数 22 ]     |
| 2021年（令和03年）  | 23                  | 201                 | 225                 | [ 利用客数 23 ]     |
| 2022年（令和04年）  | 31                  | 203                 | 235                 | [ 利用客数 24 ]     |
| 2023年（令和05年）  | 34                  | 189                 | 224                 | [ 利用客数 1 ]      |

## 駅周辺
- にかほ市役所仁賀保庁舎（旧・仁賀保町役場）
- 仁賀保郵便局
- 平沢海水浴場
- 国道7号
- TDK
- TDK歴史みらい館（旧・TDK平沢工場敷地内） - TDKのあゆみと製品の変遷などを解説。2005年（平成17年）12月開館。入館無料。
- 北都銀行 仁賀保支店
- 羽後信用金庫仁賀保支店
- 秋田しんせい農業協同組合仁賀保支店
- マックスバリュにかほ店

## バス路線
「仁賀保駅前」に、にかほ市コミュニティバスが3系統、東京駅・新宿駅西口方面への夜行高速バスエクスプレス鳥海号（羽後交通・関東バス）が乗り入れる。また、羽後交通の路線バス（本荘象潟線）が駅から徒歩3分の「仁賀保公園」に発着する。
仁賀保庁舎近くの国道7号上にある「仁賀保庁舎前」には、高速バス仙台 - 酒田・本荘線（羽後交通・庄内交通）が発着するが、駅からは徒歩10分ほどかかる。

## 隣の駅
※特急「いなほ」の隣の停車駅は列車記事を参照のこと。
東日本旅客鉄道（JR東日本）
■羽越本線
金浦駅 - 仁賀保駅 - （出戸信号場） - 西目駅

### 記事本文